# Frederic Franklin
Frederic Franklin, CBE, a volte chiamato anche Freddie (Liverpool, 13 giugno 1914 – New York, 4 maggio 2013), è stato un danzatore e direttore artistico britannico naturalizzato statunitense.

## Biografia
Nato a Liverpool, in Inghilterra, Frederic Franklin affermava che nel vedere il film del 1924 Peter Pan, il suo unico pensiero era di salire sul palco. Iniziò la sua carriera nel 1931 al Casino de Paris con Joséphine Baker. Dopo aver brevemente ballato con il Vic-Wells Ballet (precursore della Royal Ballet Company), entrò nel Markova-Dolin Ballet nel 1935.
Tre anni dopo, Franklin divenne ballerino con il Ballet Russe de Monte Carlo di Léonide Massine, dove fu premier danseur fino al 1952. Noto per studiare velocemente e per avere un'impeccabile memoria, Franklin divenne anche il maestro di balletto della compagnia nel 1944. Con il Ballet Russe, Franklin diede origine a molti personaggi indelebili e ha recitato in oltre 45 ruoli principali creati da coreografi come Massine, Michel Fokine, Bronislava Nijinska, Frederick Ashton, George Balanchine, Agnes de Mille, Ruth Page and Valerie Bettis.
Mentre si esibiva a livello internazionale con il Balletto Russe de Monte Carlo, Frederic Franklin e Alexandra Danilova crearono uno dei leggendari partenariati del balletto del ventesimo secolo. Tra le altre ballerine con cui collaborò ci sono state Alicia Markova, Irina Baronova, Agnes de Mille, Ruthanna Boris, Yvette Chauviré, Moira Shearer, Rosella Hightower, Maria Tallchief, Tamara Tumanova, Alicia Alonso, e Lois Ellyn.
Nel 1952, Franklin co-fondò il Slavenska-Franklin Ballet, e pochi anni dopo divenne il co-direttore del Washington Ballet, e poi il co-fondatore e direttore artistico del National Ballet of Washington, D.C..
Dopo alcuni anni trascorsi a Washington, DC, Franklin iniziò una carriera indipendente, facendo rivivere e allestire opere negli Stati Uniti e sviluppò un'associazione artistica di lunga data con molte compagnie di balletto, tra cui il Cincinnati Ballet (di cui fu direttore artistico per due anni e in seguito Direttore Emerito), il Dance Theatre of Harlem (dove Franklin divenne ufficialmente consigliere artistico dal 1989), il Chicago Ballet, il Tulsa Ballet, l'Oakland Ballet, il Pittsburgh Ballet Theatre e l'American Ballet Theatre, solo per citarne alcuni.
Nel 2005, Franklin apparve nel documentario Ballets Russes, raccontando i suoi anni con la famosa compagnia. Nei suoi 90 anni Franklin continuò ad esibirsi con l'American Ballet Theatre, esibendosi in ruoli da mimo come il Frate in Romeo e Giulietta, Madge in La Sylphide e il Tutore del Principe nel Swan Lake.
Franklin cedette a complicazioni derivanti da una polmonite a New York City al Weill Cornell Medical Center il 4 maggio 2013. Aveva 98 anni. Gli è sopravvissuto il suo compagno di 48 anni, William Haywood Ausman e suo fratello, John Franklin.

## Premi
- 1984, Frederic Franklin was honored with a Laurence Olivier Award for his staging of a Creole-themed Giselle (starring Virginia Johnson) at Dance Theatre of Harlem.
- 1985, Franklin received the Dance Magazine Award
- 1992, Capezio Dance Award
- 2004, On 16 November 2004 Franklin fu insignito dell'Ordine dell'Impero Britannico.
- 2011, Franklin was inducted into the National Museum of Dance's Mr. & Mrs. Cornelius Vanderbilt Whitney Hall of Fame.